# Virus de la marbrure de la pomme de terre des Andes
Comovirus andesense
Espèce
Synonymes
- Andean potato mottle virus (ICTV, 1979)

Comovirus andesense, dit le virus de la marbrure de la pomme de terre des Andes ou APMoV (acronyme de Andean potato mottle virus), est un phytovirus pathogène du groupe des Comovirus, appartenant à la famille des  Secoviridae. C'est un organisme nuisible pour les cultures de pomme de terre dans les hauts plateaux des Andes.

## Plantes hôtes
L'hôte principal de ce virus est la pomme de terre. On l'a cependant isolé sur d'autres Solanaceae comme l'aubergine et un piment, (capsicum frutescens).

## Symptômes
Ce virus provoque sur les plantes infectées des symptômes de mosaïque et de marbrures. Dans certaines conditions, il peut entrainer un jaunissement plus ou moins généralisé du feuillage. Bien que ce virus soit courant dans son aire de répartition, l'importance économique des dommages sur les cultures de pomme de terre n'a pas été évaluée.

## Répartition
Ce virus est répandu dans les montagnes andines de l'Équateur au Chili. On le trouve également au Honduras. Il est inconnu hors de l'Amérique latine, et est classé comme un organisme de quarantaine en dehors de cette région du monde.

## Référence biologique
- (en) ICTV : Andean potato mottle virus  (consulté le 1er février 2021)